# Roodkoptrappist
De roodkoptrappist (Nonnula amaurocephala) is een vogel uit de familie Bucconidae (baardkoekoeken).

## Verspreiding en leefgebied
Deze soort is endemisch in noordwestelijk Brazilië.

## Status
De grootte van de populatie is niet gekwantificeerd en er is verder weinig bekend over deze soort. Op de Rode lijst van de IUCN heeft deze soort de status niet bedreigd.